# Bourg-Beaudouin
Bourg-Beaudouin és un municipi francès situat al departament de l'Eure i a la regió de Normandia. L'any 2007 tenia 734 habitants.

## Demografia

### Població
El 2007 la població de fet de Bourg-Beaudouin era de 734 persones. Hi havia 246 famílies, de les quals 36 eren unipersonals (12 homes vivint sols i 24 dones vivint soles), 79 parelles sense fills, 127 parelles amb fills i 4 famílies monoparentals amb fills.
La població ha evolucionat segons el següent gràfic:
Habitants censats

### Habitatges
El 2007 hi havia 269 habitatges, 259 eren l'habitatge principal de la família, 6 eren segones residències i 4 estaven desocupats. 265 eren cases i 3 eren apartaments. Dels 259 habitatges principals, 229 estaven ocupats pels seus propietaris, 28 estaven llogats i ocupats pels llogaters i 3 estaven cedits a títol gratuït; 2 tenien una cambra, 4 en tenien dues, 21 en tenien tres, 70 en tenien quatre i 162 en tenien cinc o més. 227 habitatges disposaven pel capbaix d'una plaça de pàrquing. A 83 habitatges hi havia un automòbil i a 166 n'hi havia dos o més.

### Piràmide de població
La piràmide de població per edats i sexe el 2009 era:
| Homes | Edats   | Dones |
| ----- | ------- | ----- |
| 0     | 95 o +  | 0     |
| 0     | 90 a 94 | 4     |
| 0     | 85 a 89 | 4     |
| 4     | 80 a 84 | 4     |
| 4     | 75 a 79 | 0     |
| 16    | 70 a 74 | 4     |
| 8     | 65 a 69 | 12    |
| 20    | 60 a 64 | 12    |
| 8     | 55 a 59 | 8     |
| 20    | 50 a 54 | 20    |
| 40    | 45 a 49 | 20    |
| 24    | 40 a 44 | 36    |
| 28    | 35 a 39 | 44    |
| 20    | 30 a 34 | 20    |
| 4     | 25 a 29 | 8     |
| 24    | 20 a 24 | 24    |
| 28    | 15 a 19 | 32    |
| 36    | 10 a 14 | 40    |
| 40    | 5 a 9   | 36    |
| 12    | 0 a 4   | 28    |

## Economia
El 2007 la població en edat de treballar era de 516 persones, 398 eren actives i 118 eren inactives. De les 398 persones actives 376 estaven ocupades (204 homes i 172 dones) i 22 estaven aturades (8 homes i 14 dones). De les 118 persones inactives 37 estaven jubilades, 49 estaven estudiant i 32 estaven classificades com a «altres inactius».

### Ingressos
El 2009 a Bourg-Beaudouin hi havia 264 unitats fiscals que integraven 768,5 persones, la mediana anual d'ingressos fiscals per persona era de 20.165 €.

### Activitats econòmiques
Dels 15 establiments que hi havia el 2007, 2 eren d'empreses extractives, 7 d'empreses de construcció, 3 d'empreses de comerç i reparació d'automòbils, 1 d'una empresa de transport, 1 d'una empresa d'hostatgeria i restauració i 1 d'una empresa de serveis.
Dels 7 establiments de servei als particulars que hi havia el 2009, 1 era un taller de reparació d'automòbils i de material agrícola, 1 guixaire pintor, 2 lampisteries, 2 electricistes i 1 restaurant.
L'any 2000 a Bourg-Beaudouin hi havia 9 explotacions agrícoles que ocupaven un total de 356 hectàrees.

## Equipaments sanitaris i escolars
El 2009 hi havia una escola elemental integrada dins d'un grup escolar amb les comunes properes formant una escola dispersa.

## Poblacions més properes
El següent diagrama mostra les poblacions més properes.